# Xã Greenfield, Quận Griggs, Bắc Dakota
Xã Greenfield (tiếng Anh: Greenfield Township) là một xã thuộc quận Griggs, tiểu bang Bắc Dakota, Hoa Kỳ. Năm 2010, dân số của xã này là 102 người.